# Лукьянцево (Псковская область)
Лукьянцево — деревня в Великолукском районе Псковской области России. Входит в состав Лычёвской волости.

## География
Расположена в центре района, к югу от Великих Лук.

## Население
| 2001 | 2002 | 2010 |
| ---- | ---- | ---- |
| 19   | ↗49  | ↗55  |

Численность населения деревни по состоянию на начало 2001 года составила 19 жителей.